# Guido de Brès
Guido de Brès, in het Frans: Guy de Brès, andere varianten van zijn achternaam: de Bresse en de Bray, (Bergen, 1522 – Valencijn, 31 mei 1567) was een Waalse protestantse theoloog. Hij is de opsteller van de Nederlandse Geloofsbelijdenis. Het Wetenschappelijk bureau van de SGP, de Guido de Brès-Stichting, is naar hem vernoemd.

## Levensloop
Guido de Brès (Guy de Bray) (1522-1567) werd geboren in Bergen, Henegouwen en was glazenmaker van beroep. Reeds op jonge leeftijd maakte hij een bewuste keus voor de protestantse geloofsrichting zoals deze door Maarten Luther werd voorgestaan. Later ging hij over naar het calvinisme. Hij heeft Johannes Calvijn verschillende keren ontmoet en studeerde ook geruime tijd aan de academie van Genève waar Calvijn onderwijs gaf. 
In de jaren 1552-1556 was hij rondreizend prediker in de Zuidelijke Nederlanden. De gedachten van Luther vonden aanvankelijk veel weerklank in de Zuidelijke Nederlanden, (Gent, Antwerpen, Doornik etc.). Ten slotte moest De Brès naar Duitsland vluchten. Weer later studeerde hij enige tijd in Genève. Rond 1559 was De Brès weer in de Nederlanden. Hij reisde er als calvinistisch prediker rond. In de jaren 1559-1561 deed hij dienst als predikant in Doornik tijdens geheime samenkomsten en vanaf 1566 was hij samen met De la Grange predikant in Valenciennes.

## Geloofsbelijdenis

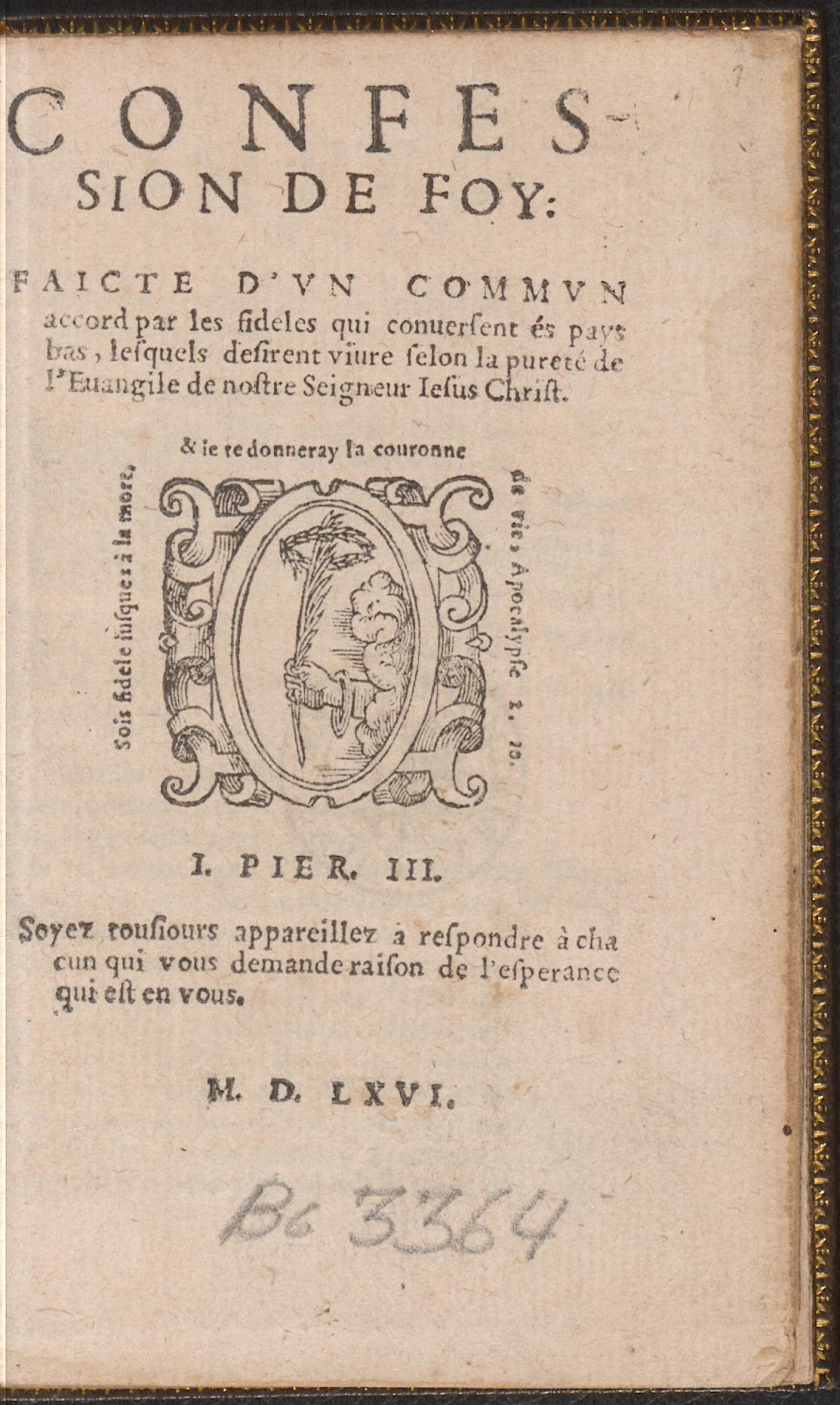
Confession de foy, druk uit 1566

In 1555 publiceerde De Brès al een overzicht van de christelijke leer, genaamd Le Baston de la Foy chrestienne (Staf van het geloof). Nadat hij zich nog grondiger had beziggehouden met het reformatorische gedachtegoed, schreef hij 1561 een geloofsbelijdenis, genaamd Confession de foy, die vooral moest verduidelijken dat de gereformeerden geen revolutionaire anabaptisten waren. De Nederlandse editie hiervan (Belydenisse des gheloofs), vormde de basis voor de Nederlandse Geloofsbelijdenis (Confessio Belgica).
De belijdenis was vooral bedoeld om Filips II duidelijk te maken dat de calvinisten geen radicale doperse stroming vormden, maar een hervorming in de Bijbelse zin van de Rooms-Katholieke Kerk wilde zijn. Het geschrift was in belangrijke mate beïnvloed door het boek "De Institutie" van Calvijn en de belijdenis van de Franse hugenoten. De geloofsbelijdenis werd gedrukt bij J. Crespin in Genève. 
In de nacht van 1 op 2 november 1561 wierp De Brès zijn Confessio Belgica samen met een begeleidende brief over de muur van de citadel in Doornik waar in die tijd de landvoogdes Margaretha van Parma verbleef, om deze onder de aandacht van de koning te brengen. De landvoogdes heeft een exemplaar ervan gezien.
De eerste Nederlandse uitgave werd begin 1562 in het geheim gedrukt te Emden. Ze zou snel uitgroeien tot gezaghebbende samenvatting van de reformatorische geloofsleer. Het drukken van deze belijdenis zorgde er echter voor dat De Brès uit Doornik moest wegvluchten. Opnieuw leidde hij een bestaan als rondreizend predikant in de geheime samenkomsten van de gereformeerden.

## Levenseinde
Vanaf 1566 diende De Brès samen met De la Grange als predikant in Valenciennes tijdens geheime bijeenkomsten. In 1566 zou in deze stad de beeldenstorm uitbreken. Dat vormde de aanleiding tot het Beleg van Valencijn  in 1567 waarin de Spaanse troepen onder bevel van Filips van Sint-Aldegonde de stad belegerden en innamen. De Brès lukte het hierbij om samen met De la Grange en drie andere vrienden 's nachts uit de stad te ontsnappen.
Enkele dagen na zijn ontsnapping werd De Brès echter gevangengenomen. Hij moest zich voor de Inquisitie in het kasteel van Doornik wekenlang verantwoorden en werd veroordeeld tot de doodstraf door ophanging. Vervolgens werd De Brès naar de gevangenis het Schemerhol van Valenciennes gebracht. Hier schreef hij onder andere een brief aan zijn vrouw Catherine Ramon, een brief aan de gemeente van Valenciennes en een brief aan zijn moeder. Op 31 mei 1567 vond vervolgens om zes uur in de ochtend de executie plaats door ophanging, voor een mensenmenigte van ruim duizend mensen. Aan de voet van de ladder knielde De Brès neer om er te bidden. Dit werd hem niet toegestaan door de beul. Met ernstige woorden vermaande De Brès vervolgens bovenaan de ladder de aanwezigen om trouw te blijven aan de overheid en standvastig te zijn in de christelijke geloofsleer. Terwijl hij sprak, stootte de beul hem van de ladder af, waardoor De Brès aan de strop stierf op vijfenveertigjarige leeftijd, na een moedige getuigenis en onder grote belangstelling. De Brès liet een vrouw in Sedan achter met vijf kinderen, van wie de oudste zes jaar oud was.

## Werken van De Brès
Guido de Brès heeft verschillende boeken geschreven. Zijn belijdenis is tot op de dag van vandaag een gezaghebbend document in kerken van gereformeerde en met name van reformatorische signatuur.

### Brieven van De Brès

#### Uittreksel uit de brief aan zijn vrouw (12 april 1567)
Je wist wel, toen je met mij in het huwelijk trad, dat je een sterfelijke man kreeg, die onzeker was van ook maar een enkel ogenblik van zijn leven. En toch heeft het onze goede God behaagd om ons zeven jaren in het huwelijk bijeen te laten. Als de Heere ons langer bijeen had willen laten, bezat Hij daar wel de macht voor. Maar dit behaagt Hem niet. Dat dan ook Zijn welbehagen geschiede. Ik ben immers niet toevallig in de handen van mijn vijanden gevallen; maar door de zeer goede voorzienigheid van mijn God. Hij leidt alle dingen, zowel grote als kleine. Nu ik dit bedenk, ontwaakt een wonderlijke vrede in mijn hart en ik zeg: 'O mijn God, Gij hebt mij doen geboren worden op de tijd en in het uur, welke Gij bepaald hadt. En gedurende al de tijd van mijn leven hebt Gij mij bewaard en behoed in treffende gevaren en hebt Gij er mij geheel uit verlost. Indien dan nu het uur gekomen is, waarin ik dit leven moet verlaten om tot U te gaan, Uw heilige wil geschiede. Uw hand kan ik niet ontvluchten en al kon ik het, zo zou ik het niet willen. Want daarin bestaat al mijn geluk, dat ik mij gedraag overeenkomstig Uw wil.
Al deze overwegingen maken mijn hart voortdurend zeer vrolijk en ik bid jou, mijn dierbare en getrouwe levensgezellin, dat jij je er met mij over verheugt. Je hebt genoeg gezien van de arbeid en moeite, het kruis en de vervolgingen die ik heb ondergaan. En jijzelf hebt erin gedeeld, toen je mij op mijn reizen vergezelde gedurende de tijd van mijn ballingschap. En zie, nu is het ogenblik daar, waarop God mij de hand reikt om mij in Zijn zalig Rijk in te zamelen. Ik smeek je, dat jij je troost bij de overweging van al deze dingen. Bedenk boven alles de eer die God je schenkt om je een man te geven die niet alleen dienaar van het Evangelie is, maar die ook zó door God verwaardigd wordt, dat het Hem behaagt hem de martelaarskroon deelachtig te maken. Dit is een eer die God zelfs aan Zijn engelen niet bewijst!
Ik ben blij, ja, mijn hart is vrolijk. Er ontbreekt mij te midden van al mijn droefenis niets. Ik ben vervuld met de overvloed van de rijkdommen van mijn God. Nooit had ik gedacht dat God zo goedertieren zou zijn tegenover zo'n ellendig schepsel als ik ben. Ik gevoel de trouw van mijn Heere Jezus Christus. Nu beoefen ik wat ik anderen zo dikwijls heb gepreekt. En eerlijk, ik moet bekennen dat ik toen sprak als een blinde over kleuren. Sinds ik gevangen ben, heb ik meer vorderingen gemaakt en meer geleerd, dan gedurende mijn hele leven. Zo ben ik dan nu op een zeer goede school. De Heilige Geest is mij geschonken!
Onze Heere doet mij aan de ene kant mijn zwakheid en kleinheid gevoelen en dat ik niets anders ben dan een ellendig mens, opdat ik mij verneder en opdat al de roem van de overwinning voor Hem zal zijn. Aan de andere kant vertroost en sterkt Hij mij op een ongelooflijke manier en ik voel mij daarom meer gerust en beter tevreden dan de vijanden van het Evangelie. Ik slaap beter dan zij! En al lig ik in het meest ondraaglijke hol, dat men denken kan...; al ontvang ik haast geen lucht en geen licht...; al ben ik dan met zware ijzers aan handen en voeten geboeid...; al lijd ik daardoor de ergste pijn...; toch laat mijn God niet na Zijn belofte te houden en mijn hart te troosten en mij vergenoeging in Hem te schenken.

#### Brief aan zijn moeder (19 mei 1567)
Mijn lieve moeder, ik bid u, wees goedsmoeds te midden uwer droefheid, en draag deze beproeving, u van God toegezonden, met geduld en met blijdschap, wetende, dat het het welbehagen Gods is, hetwelk men in geenen deele mag weerstaan, al ware het ook, dat men hiertoe de macht hadde. Leef het overige uwer dagen in de vreeze Gods, blijf mijner gedachtig, als ook dat ik mijnen God gediend heb tot in den dood. Ik blijf u steeds, voor zoolang als gij in deze wereld nog zult leven, mijne arme vrouw en mijn kindertjes aanbevelen, die hun vader in hunne vroegste jeugd verliezen, en ik bid den Heere, mijnen God, uit den grond mijns harten, dat het Hem behage, hun van hunne kindsheid af Zijnen Heiligen geest te schenken, en hen in Zijne vreeze te doen wandelen gedurende heel hun leven. Ik vraag Hem zonder ophouden om dien zegen, dat Hij zich de man mijner arme weduwe betoone, dat Hij haar zegene en haar genadig zij tot in eeuwigheid. Ik ben verheugd te vernemen, dat zij zich met hare kinderen naar Sedan begeven heeft, hetgeen mij eenige rust en verademing schenkt; en hoewel zij van u en van mijne broeders verwijderd zij, zoo bid ik u allen haar nimmer te vergeten, maar zoowel voor haar als voor mijne arme kleinen te zorgen. Ik bid den Heere mijnen God, dat het Hem behage u te vervullen met den overvloed zijner genade en hemelsche zegeningen, en uwe grijsheid meer en meer in eere doe zijn, u bevestigende in alles goeds, totdat Hij u, met al Zijn volk in zijn zalig rijk inzamele. Ik beveel u Gode en den Woorde Zijner genade, die machtig is u op te bouwen en u eene erve te geven onder alle heiligen. Vaarwel, mijne moeder, mijne lieve moeder, vaarwel. De Heere vertrooste u in uwe bezoeking.
Dezen 19en Mei 1567. Door uwen zoon, die u op het Hartelijkst liefheeft: GUIDE DE BRÈS. Gevangen om Jezus Christus, Den Zone Gods.